# Красный (приток Роси)
Красный или Красная (укр. Красний) — река в пределах Белоцерковского и Ракитнянского районов Киевской области (Украина). Левый приток Роси (бассейн Днепра).
Протекает через Ивановку и Малую Антоновку.

## Описание
Длина 27 км, площадь бассейна 239 км². Долина трапециевидная, шириной до 1,2 км, глубиной — 20 м. Ширина поймы до 200 м, русла — до 5 м. Уклон реки 1,8 м/км. Вода гидрокарбонатно-кальциевого состава (минерализация 0,3-0,6 г/дм³).
Воду используют для сельскохозяйственных потребностей.